# 英妥木单抗
英妥木单抗（INN：Intetumumab）是一种针对整合素的人单克隆抗体，正在研究用于治疗实体瘤。该药物由Centocor开发。当该药物的开发停止时，治疗黑色素瘤和前列腺癌的II期临床试验正在进行中。